# میگو (فیلم)
میگو (به انگلیسی: The Prawn)فیلمی محصول سال ۱۹۶۵ و به کارگردانی رامو کاریات است. در این فیلم بازیگرانی همچون شیلا، مادو، کوتارا سریداران نایر و ساتیان ایفای نقش کرده‌اند.